# 美蘭站 (多倫多)
美蘭站是一座已停用的多倫多地鐵士嘉堡輕鐵車站，坐落加拿大安大略省多倫多士嘉堡艾斯美道和進德路（Progress Avenue）之間的美蘭路（Midland Avenue）路段，於1985年3月22日聯同該線其他車站一起開幕，運作至2023年7月24日該線關閉為止。
隨著士嘉堡輕鐵車隊的壽命接近終結，多倫多公車局（TTC）於2021年提議在2023年停運該線並以巴士服務取代之，直至布魯亞－丹佛線延線開通為止。士嘉堡輕鐵於2023年7月24日出現脫軌事故後，該線較原定提早四個月停運，美蘭站亦隨之關閉。
TTC旗下的57號美蘭巴士線曾駛經此站。

## 外部連結
- 维基共享资源上的相關多媒體資源：美蘭站
- （英文）TTC Midland Station（页面存档备份，存于）－多倫多公車局網站 美蘭站頁面